# Királyi Házak
A Királyi Házak egy magyar nyelvű népszerű történelmi ismeretterjesztő könyvsorozat. Az 1990-es években a Gabo Kiadó gondozásában indult sorozat a következő köteteket tartalmazza:
- Éric Deschodt: Attila, a hunok királya
- Soltész István: Árpád-házi királynék
- Soltész István: Árpád-házi királylányok Európában
- Ortrud Reber: Árpád-házi Szent Erzsébet
- Sumonyi Zoltán: Árpád-háziak Bizáncban
- Sumonyi Zoltán: Mátyás fényében, árnyékában
- Gabriele Praschl-Bichler: A Hofburg Fehér Asszonya
- Sigrid-Maria Grössing: Zsenik a Habsburg-házban
- Thea Leitner: Hozományvadász Habsburgok
- Gabriele Praschl-Bichler: „Isten adjon tartós boldogságot”
- Robert Seydel: A Habsburgok félrelépései
- Sigrid-Maria Grössing: Gyilkosság a Habsburg-házban
- Sigrid-Maria Grössing: Tragédiák a Habsburg-házban
- Friedrich Weissensteiner: Nők a Habsburgok trónján
- Beate Hammond: Mária Terézia, Erzsébet, Zita
- Hannes Etzlstorfer: Mária Terézia a gyermekszobában
- Sigrid-Maria Grössing: Sisi, a modern nő
- Gabriele Praschl-Bichler: Sisi, a fitnesz és a fogyókúra királynője
- Sigrid-Maria Grössing: Erzsébet királyné és a férfiak
- Josef Cachée – Gabriele Praschl-Bichler: „…fáradtan teszem le esténként koronám…”
- Josef Cachée – Gabriele Praschl-Bichler: „…Önöknek persze könnyű, beülhetnek egy kávéházba…” – Ferenc József magánélete
- Hubert Pointinger: Ferenc József titkos szerelme
- Sigrid-Maria Grössing: Rudolf trónörökös
- Mária Valéria: Mária Valéria főhercegnő, Erzsébet királyné kedvenc lányának naplója
- Jean Sévillia: Zita, a bátor császárné
- Jean Sévillia: Az utolsó császár és király
- Johann Georg Lughofer: A császár új élete
- Marita A. Panzer: Nők az angol trónon
- Dennis Friedmann: Királyok és kurtizánok
- G. W. Bernard: Boleyn Anna
- Carolly Erickson: Néhány boldog óra
- Luc Mary: Stuart Mária
- Lytton Strachey: Viktória királynő
- William Shawcross: Botrányok szemtanúja a Windsor-házban
- Ingrid Seward: A királynő és Diana
- Noel Botham: Gyilkosság vagy baleset?
- Christopher Andersen: Diana kis hercegei
- Katie Nicholl: Vilmos és Harry, a jövő hercegei
- Gyles Brandreth: Károly és Kamilla
- Helga Thoma: „Madame, hű kedvesem”
- Evelyne Lever: Madame de Pompadour
- Jacques De Saint Victor: Mme du Barry
- Evelyne Lever: Marie Antoinette
- Alain Decaux: Letizia
- Sigrid-Maria Grössing: Napóleon
- Mari Pau Domínguez: A királyné gyémántja
- Anderle Ádám: Spanyol királyi dámák
- Silvia Miguens: Nagy Katalin
- Derek Wilson: Szentpétervár megálmodója
- Gudrun Ziegler: A Romanovok titka
- Luc Mary: A Romanovok utolsó napjai
- Frank N. Stein: Raszputyin
- John Glatt: A monacói uralkodóház
- Thomas Veszelits: A Monacói Hercegség frivol krónikája
- Gerhard H. Waldherr: Nero
- Hartwin Brandt: Nagy Konstantin, az első keresztény uralkodó
- Wolfgang Schuller: Kleopátra
- Ben Hills: Maszakó, egy boldogtalan hercegnő
- Helga Thoma: Boldogtalan királynék
- Thea Leitner: Férfiak árnyékban
- Friedrich Weissensteiner: Intim viszonyok
- Helene Walterskirchen: A harmadik évezred hercegnői
- Helga Thoma: A tróntól a vérpadig
- John Murray: Királygyilkosok – gyilkos királyok
- Christian Dickinger: Félúton a trónterem és az őrültek háza között
- Geordie Greig: A királycsináló
- Philip Freeman: Alexandrosz, a világhódító
- Sigrid-Maria Grössing: Sisi családi körben
- Beate Hammond: Ferenc Ferdinánd trónörökös és Chotek Zsófia
- Jeffrey Robinson: Grace, Monaco hercegnője